# Mark Harman
Mark Harman est un informaticien britannique.
Il est professeur à l'University College de Londres (UCL) et il travaille depuis 2017 à l'entreprise Facebook à Londres.

## Carrière
Harman étudie le génie logiciel à l'Imperial College London entre 1984 et 1988. Il travaille à l'École polytechnique de North London (1988-91), à l'Université de North London (1991-97), où est à la fin responsable de l'informatique au Goldsmiths College, à l'Université de Londres (1998-2000), et à l'Université Brunel (2000-2004), et au King's College de Londres (2004-2010), où il dirige le groupe de génie logiciel.
Il est fondateur en 2006 du Centre for Research on Evolution Search and Testing (Centre sur la recherche et les tests d'évolution) abrégé en (CREST, initialement situé au King's College de Londres  puis à l'UCL, et dont il a été le directeur jusqu'en 2017.

## Activités
Harman est cofondateur en septembre 2016 de l'entreprise Majicke Limited qui développe l'application Sapienz de recherche de bogues. La société a été rachetée par Facebook et en février 2017, Harman lui-même rejoint Facebook Londres en tant que responsable de l'ingénierie à temps plein. Il reste professeur à temps partiel de génie logiciel au CREST et au département d'informatique de l'University College London. Il organise le symposium annuel Facebook Testing & Verification (TAV).
Mark Harman a publié de nombreux articles scientifiques, notamment dans le domaine des tests logiciels (DBLP liste 440 entrées). Il a contribué particulièrement dans les domaines du découpage et de la transformation des programmes. Il fait partie des comités de rédaction de plusieurs revues universitaires, notamment IEEE Transactions on Software Engineering et Software Testing, Verification &amp; Reliability. Il a inventé le terme ingénierie logicielle basée sur la recherche (SBSE) avec BF Jones en 2001. La technologie de conception de tests automatisés basée sur la recherche est déployée sur Facebook depuis septembre 2017. Harman a également travaillé sur la « simulation Web », une technologie qui utilise une version parallèle de Facebook pour permettre la modélisation et l'expérimentation d'approches empêchant les « mauvais acteurs »,.

## Livres
- Mark Harman et Ray Jones, First course in C++: a gentle introduction, McGraw-Hill, 1997 (ISBN 978-0-07-709194-1)
- Robert Hierons, Jonathan_Bowen et Mark Harman (éditeurs), Formal methods and testing: an outcome of the FORTEST network ; revised selected papers, Springer, coll. « Lecture notes in computer science » (no 4949), 2008 (ISBN 978-3-540-78916-1)

## Distinctions
Harman a reçu deux prix de recherche en génie logiciel, tous deux en 2019 : 
- le prix IEEE Harlan D. Mills, pour « ses contributions fondamentales à l'ensemble du génie logiciel, y compris des contributions fondamentales à l'établissement du génie logiciel basé sur la recherche, à la relance de la recherche sur le découpage et les tests, et la création de l'amélioration génétique »[10].
- le Outstanding Research Award du ACM SigSOFT ( ACM Special Interest Group on Software Engineering)[11],[12].